# Марьино-3
Марьино-3 — деревня в Ногинском районе Московской области России, входит в состав сельского поселения Ямкинское.

## Население
| 1852 | 1859 | 1890 | 1926 | 2002 | 2006 | 2010 |
| ---- | ---- | ---- | ---- | ---- | ---- | ---- |
| 162  | ↗164 | ↘75  | ↗174 | ↘66  | ↘20  | ↗93  |

## География
Деревня Кабаново расположена на северо-востоке Московской области, в западной части Ногинского района, у границы с Щёлковским районом, примерно в 42 км к востоку от центра города Москвы и 13 км к западу от центра города Ногинска, по левому берегу реки Вори бассейна Клязьмы.
В 6 км к югу от деревни проходит Горьковское шоссе М7, в 6 км к северу — Щёлковское шоссе А103, в 3 км к западу — Монинское шоссе Р109, в 10 км к востоку — Московское малое кольцо А107. Ближайшие населённые пункты — деревни Кабаново, Корпуса и Мишуково.
В деревне четыре улицы — Заречная, Полевая, Прибрежная и Цветочная.

## История
В середине XIX века сельцо Марьино (Вачитино) относилось ко 2-му стану Богородского уезда Московской губернии и принадлежала коллежскому асессору Гурьеву М. В., в сельце было 20 дворов, крестьян 77 душ мужского пола и 85 душ женского.
В «Списке населённых мест» 1862 года Вачутино (Марьино) — владельческое сельцо 2-го стана Богородского уезда Московской губернии на Мало-Черноголовском тракте (между Владимирским шоссе и Стромынским трактом), в 13 верстах от уездного города и 9 верстах от становой квартиры, при реке Воре, с 20 дворами и 164 жителями (75 мужчин, 89 женщин).
По данным на 1890 год — сельцо Ямкинской волости 3-го стана Богородского уезда с 75 жителями.
В 1913 году — 32 двора.
По материалам Всесоюзной переписи населения 1926 года — деревня Кабановского сельсовета Пригородной волости Богородского уезда в 8,5 км от Владимирского шоссе и 12,8 км от станции Богородск Нижегородской железной дороги, проживало 174 жителя (84 мужчины, 90 женщин), насчитывалось 40 хозяйств, из которых 38 крестьянских.
С 1929 года — населённый пункт Московской области.
Административно-территориальная принадлежность
1929—1930 гг. — деревня Кабановского сельсовета Богородского района.
1930—1939 гг. — деревня Кабановского сельсовета Ногинского района.
1939—1959, 1962—1963, 1965—1994 гг. — деревня Пашуковского сельсовета Ногинского района.
1959—1962 гг. — деревня Балобановского сельсовета Ногинского района.
1963—1965 гг. — деревня Пашуковского сельсовета Орехово-Зуевского укрупнённого сельского района.
1994—2006 гг. — деревня Пашуковского сельского округа Ногинского района.
С 2006 года — деревня сельского поселения Ямкинское Ногинского муниципального района.